# Peter Rohde (Fußballspieler)
Peter Rohde (* 18. November 1949 in Rostock) ist ein ehemaliger deutscher Fußballspieler und -trainer. In der höchsten Spielklasse des DDR-Fußballs, der Oberliga, spielte er für den BFC Dynamo.

## Sportliche Laufbahn
Peter Rohde begann seine Spielerlaufbahn wie seine Brüder Rainer Rohde und Frank Rohde im Nachwuchsbereich der SG Dynamo Rostock. 1958 wurde er zur Fußballabteilung des SC Empor Rostock delegiert, aus der Ende 1965 der F.C. Hansa Rostock entstand. Rund um die Gründung des BFC Dynamo Anfang 1966 wechselte Rohde 1966 nach Ost-Berlin.
Im Oberligateam des späteren DDR-Rekordmeisters konnte sich der gelernte Fernmeldemechaniker, der später ein Sportlehrerstudium erfolgreich absolvierte, ab Ende der 1960er-Jahre durchsetzen. Rohde absolvierte zwischen September 1969 und Februar 1978 insgesamt 159 Spiele, in den er zwölf Tore schoss. In der Spielzeit 1970/71 erreichte er mit dem BFC das Finale des FDGB-Pokals, dass mit 1:2 nach Verlängerung gegen Dynamo Dresden verloren wurde. In der Folgesaison stand er mit den Weinroten im Finale des Fuwo-Pokals. Im Europapokal absolvierte der 1,82 Meter große Fußballer für den BFC Dynamo im UEFA Cup (sechs Partien) und Europapokal der Pokalsieger (acht mit einem Treffer) insgesamt vierzehn Einsätze.
Im Sommer 1979 vermeldete das gemeinsame Saisonvorschauheft von Deutschem Sportecho und fuwo das Ende der leistungssportlichen Laufbahn Peter Rohdes. Aber bereits im ersten Meisterjahr des BFC kam er in Punktspielen der Erstligaelf nicht mehr zum Einsatz.

### Auswahleinsätze
Auf internationaler Ebene agierte Rohde für die DDR-U-18 beim 1968 in Frankreich ausgerichteten UEFA-Juniorenturnier in Frankreich. Die ostdeutsche Vertretung um Lothar Kurbjuweit und Erhard Mosert schied in ihrer Vorrundengruppe D als Letzter aus dem Wettbewerb aus. 1971 wurde der nun in der 1. Mannschaft des BFC etablierte Mittelfeldspieler dreimal in der DDR-Nachwuchsauswahl eingesetzt.

## Trainerlaufbahn
Ab 1978 war Peter Rohde als Trainer in der Nachwuchsabteilung des BFC Dynamo tätig. Ende der 1980er-Jahre coachte er die Toptalente des Clubs als Verantwortlicher für die Juniorenoberligamannschaft. Bis Ende des Jahres 1989 betreute er bei den Weinroten aus Hohenschönhausen dann das Team der Nachwuchsoberliga, einer Spielklasse die vom DFV in der Spielzeit 1989/90 wieder eingeführt worden war.
Nach internen Streitereien im Club, bedingt durch nicht abgesprochene Transferverhandlungen von Rainer Ernst und Andreas Thom sowie den umstrittenen Torhüterwechsel von Bodo Rudwaleit zu Oskar Kosche, wurde der erst im Sommer 1989 installierte Coach der Oberligaelf, Helmut Jäschke, bereits zum Jahreswechsel 1989/90 in der Oberligawendesaison entlassen. Peter Rohde ersetzte im Januar 1990, also kurz vor der Umbenennung des BFC Dynamo in FC Berlin, den Jürgen-Bogs-Nachfolger Jäschke, der den früheren Serienmeister nach Abschluss der Hinrunde auf Rang 4 geführt hatte. Auch nach Abschluss der Spielzeit stand der nunmehrige FCB auf diesem 4. Platz, der aber nicht zur Teilnahme am Europapokal berechtigte. In der letzten eigenständigen Saison des ostdeutschen Fußballs wurde Rohde bereits nach vier Spieltagen im September 1990 wieder von seinem Vorvorgänger Bogs abgelöst. In der Folgezeit war Rohde nicht mehr im höherklassigen Fußball als Trainer aktiv.